# Sainte-Foy-Tarentaise
Sainte-Foy-Tarentaise é uma comuna francesa na região administrativa de Auvérnia-Ródano-Alpes, no departamento da Saboia. Estende-se por uma área de 100.15 km². Em 2010 a comuna tinha 774 habitantes (densidade: 7,7 hab./km²).